# Nenad Bjelica
Pour les articles homonymes, voir Bjelica (homonymie).
Nenad Bjelica est un joueur puis entraîneur croate né le 20 août 1971 à Osijek. Il évolue durant sa carrière de joueur au poste de milieu de terrain.

## Carrière d'entraîneur
Le 26 septembre 2024, Bjelica a signé un contrat pluriannuel avec le Dinamo Zagreb et est redevenu l'entraîneur principal du club après quatre ans.